# Малнате
Малнате (итал. Malnate) је насеље у Италији у округу Варезе, региону Ломбардија.
Према процени из 2011. у насељу је живело 15466 становника. Насеље се налази на надморској висини од 360 м.

## Становништво
Према резултатима пописа становништва 2011. у општини је живело 16.604 становника.
| 1936. | 1951. | 1961. | 1971.  | 1981.  | 1991.  | 2001.  | 2011.  |
| ----- | ----- | ----- | ------ | ------ | ------ | ------ | ------ |
| 6.388 | 7.506 | 8.973 | 12.169 | 13.438 | 14.394 | 15.192 | 16.604 |